# Vryheidsfront Plus
Die Vryheidsfront Plus (deutsch „Freiheitsfront Plus“; englischer Name Freedom Front Plus (FF+); kurz VF+) ist eine konservative südafrikanische Partei, deren Ziel es ist, die Interessen der Buren zu vertreten. Sie unterstützt die Schaffung eines Volkstaats.
Die Vryheidsfront Plus vertritt die Afrikaaner auch in der Unrepresented Nations and Peoples Organization.

## Geschichte

### Vryheidsfront
Ursprünglich als Vryheidsfront am 1. März 1994 gegründet, erhielt die Partei bei der Parlamentswahl von 1994 unter der Führung von General Constand Viljoen 2,2 Prozent aller Stimmen; bei der Wahl 1999 fiel ihr Ergebnis auf 0,8 Prozent.

### Vryheidsfront Plus
2003, kurz vor der Wahl 2004, entschieden die Konserwatiewe Party, die Afrikaner Eenheidsbeweging und die Vryheidsfront, zusammen unter dem Namen Vryheidsfront Plus zur Wahl anzutreten. Wesentlich an der Gründung beteiligt und auch der erste Vorsitzende der Partei war der ehemalige südafrikanische General Constand Viljoen. Seit 2004 hat die Partei vier Sitze im südafrikanischen Parlament. Pieter Mulder war Vizeminister für Land- und Forstwirtschaft im Kabinett Zuma I. Bei den landesweiten Kommunalwahlen 2016 erreichte die VF+ 0,76 % der Stimmen. Bei den Wahlen in Südafrika 2019 erreichte die Vryheidsfront Plus mit 2,4 % und zehn Sitzen ihr bisher bestes Wahlergebnis auf nationaler Ebene. Außerdem ist sie seither in allen südafrikanischen Provinzversammlungen außer in KwaZulu-Natal vertreten.
Bei den Wahlen 2024 erzielte die VF+ nur noch 1,4 % der Stimmen und kam somit in der Nationalversammlung auf sechs Sitze. Nach dem erstmaligen Verlust der absoluten Mehrheit des ANC gab die VF+ am 20. Juni bekannt, in die Regierung der Nationalen Einheit unter Cyril Ramaphosa einzutreten. Seit dem 3. Juli 2024 amtiert Pieter Groenewald als Minister für Strafvollzug im Kabinett Ramaphosa III.

## Programmatik
Die VF+ ist eine rechtsgerichtete, ökonomisch und sozial konservative Partei, die im Wesentlichen die Interessen der Buren vertritt. Sie forderte ursprünglich die Bildung eines Volkstaats, eine Art homeland für die Buren innerhalb Südafrikas. Diese Forderung ist bei den Wahlen seit 2004 in den Hintergrund getreten und wird nicht mehr explizit formuliert, ist allerdings nicht aufgegeben worden. Politischer Hauptgegner ist der African National Congress (ANC), dem Korruption, Günstlingswirtschaft und wirtschaftliche Inkompetenz vorgeworfen wird. Unter der ANC-Herrschaft habe es einen jahrzehntelangen wirtschaftlichen Niedergang gegeben. Der ANC sei auch verantwortlich für die exorbitante Kriminalität in Südafrika. Politischer Hauptkonkurrent ist allerdings die Democratic Alliance, die von der Mehrheit der weißen Bevölkerung Südafrikas gewählt wird.

## Vorsitzende
| Vorsitzender            | Vorsitzender      | Beginn der Amtszeit | Ende der Amtszeit |
| ----------------------- | ----------------- | ------------------- | ----------------- |
| Constand Viljoen (1984) | Constand Viljoen  | 1. März 1994        | 26. Juni 2001     |
| Pieter Mulder (2013)    | Pieter Mulder     | 26. Juni 2001       | 12. November 2016 |
| Pieter Groenewald       | Pieter Groenewald | 12. November 2016   |                   |

## Wahlergebnisse
Im Folgenden sind die Stimmen- und Mandatsanteile bei Wahlen zur Nationalversammlung aufgeführt.
| Jahr | Wahl                              | Stimmenanteil | Sitze  |
| ---- | --------------------------------- | ------------- | ------ |
| 1994 | Wahl zur Nationalversammlung 1994 | 2,2 %         | 9/400  |
| 1999 | Wahl zur Nationalversammlung 1999 | 0,8 %         | 3/400  |
| 2004 | Wahl zur Nationalversammlung 2004 | 0,9 %         | 4/400  |
| 2009 | Wahl zur Nationalversammlung 2009 | 0,8 %         | 4/400  |
| 2014 | Wahl zur Nationalversammlung 2014 | 0,9 %         | 4/400  |
| 2019 | Wahl zur Nationalversammlung 2019 | 2,4 %         | 10/400 |
| 2024 | Wahl zur Nationalversammlung 2024 | 1,4 %         | 6/400  |